# Жадання влади
Жадання влади (нім. Der Wille zur Macht. Versuch einer Umwertung aller Werte) — це проєкт книги німецького філософа Фрідріха Ніцше, який був створений автором наприкінці 1888 року. У 1901-му його сестра Елізабет Фершер-Ніцше та друг Генріх Кезеліц («Петер Гаст») під тією ж назвою посмертно опублікували збірку записів, взятих з його літературних залишків.

## Історія виникнення
Як будь-який філософ, Ніцше хотів мати книгу, в якій його думки були б викладені систематично. Саме тому протягом 1880-х років він планував написати працю з чотирьох книг, в якій би всезагально була викладена його доктрина. Ця праця отримала назву «Жадання влади. Спроба переоцінки всіх цінностей». Пізніше Ніцше видає свій проєкт «Антихрист», що мав вийти через рік, за першу частину «Переоцінки всіх цінностей». Але не пройшло й три місяці, як він заявив, що «Переоцінка всіх цінностей» повністю готова, та що відтепер її назва — «Антихрист». Він відмовляється від написання інших трьох книг.
Із закресленого видно, як Ніцше позбавляється задуму «Переоцінки всіх цінностей»:
«Антихрист.

Переоцінка всіх цінностей»

Прокльон християнству"
Довгий час існували думки, що завершити його великий витвір йому завадило божевілля. Інші вважали, що він його завершив, проте більшу частину загубив.
Після того, як Фрідріха Ніцше у 1889 році схопив нервовий приступ, а його літературне майно перейшло під контроль сестри, його друг Генріх Кезеліц запалився ідеєю опублікувати збірку з його записів як видатну працю. У своєму листі 8 листопада 1893 року він пояснив Елізабет:
«Враховуючи той факт, що оригінальна назва Антихриста — „Антихрист. Переоцінка всіх цінностей“ (а не „Книга перша Переоцінки всіх цінностей“) може здаватися, що Ваш брат на початку розвитку божевілля вважав книгу завершеною. … Тим не менш, наслідки цієї переоцінки необхідно також детально показати у сфері моралі, філософії, політики. Ніхто сьогодні не здатен уявити собі такі наслідки, а тому великі напрацювання Вашого брата, інші три книги „Переоцінки“, необхідно впорядкувати згідно з моїми вказівками та зібрати у вигляді системи.»
Протягом 1894—1926 років Елізабет організовувала публікацію двадцятитомного видання записів Ніцше. До нього, керуючись вказівками Кезеліца, вона додала збірку уривків під загальною назвою «Жадання влади». Вона заявила, що цей текст відтворює шедевр, який Ніцше сподівався написати та назвати «Жадання влади. Спроба переоцінки всіх цінностей».